# Premis Oscar de 2011
Els Premis Oscar de 2011 (en anglès: 84th Academy Awards) foren presentats el dia 26 de febrer de 2012 en una cerimònia realitzada al Hollywood and Highland Center de la ciutat de Los Angeles per premiar les pel·lícules realitzades durant l'any 2011.
La cerimònia fou emesa pel canal ABC i presentada per l'actor i comediant Billy Crystal, que ho feu per novena vegada. Eddie Murphy havia de ser, en primera instància, el conductor de la gala i Brett Ratner el productor. Però, Murphy va declinar l'oferiment després que Ratner abandonès el xou una vegada es fa fer públic que aquest emprava llenguatge pejoratiu cap als homosexuals mentre discutien detalls de la celebració.
El 26 de febrer es van atorgar els Premis en 24 disciplines competitives, entre els nominats anunciats un mes abans, el 24 de gener de 2012. A això cal sumar tres Premis honorífics.

## Curiositats
La pel·lícula més guardonada de la nit fou Hugo de Martin Scorsese amb onze nominacions seguida de The Artist de Michel Hazanavicius amb deu nominacions. Ambdues foren les grans triomfadores, amb cinc guardons cadascú. si bé la primera s'endugué cinc premis tècnics i en canvi la segona fou la gran guanyadora amb els premis a millor pel·lícula, director i actor principal. La dama de ferro també va destacar amb dos premis, entre els quals el de millor actriu per a Meryl Streep.
The Artist va ser la primera pel·lícula muda en guanyar el Premi a la millor pel·lícula en 83 anys, des que Wings guanyà en la primera edició dels premis i la primera en blanc i negre des de la victòria de La llista de Schindler en l'edició de 1993. També va ser la primera producció francesa en imposar-se en aquesta categoria. Jean Dujardin es convertí en el primer actor francès en aconseguir el premi a millor actor mentre que Mery Streep aconseguí el seu tercer Oscar, el segon en categoria principal, i la cinquena intèrpret en aconseguir tres Oscars en categories interpretatives. Als 82 anys Christopher Plummer es convertí en l'actor de més edat en aconseguir un premi interpretatiu amb la seva victòria com a actor secundari per Beginners.

## Premis
A continuació es mostren les pel·lícules que varen guanyar i que estigueren nominades a l'Oscar l'any 2011:
| Millor pel·lícula | Millor director |
| --- | --- |
| - The Artist (Thomas Langmann per The Weinstein Co., La Petite Reine, ARP Sélection, Studio 37, La Classe Américaine, France 3 Cinema, U Film, Jouror Productions, JD Prod i Wild Bunch) - The Descendants (Jim Burke, Jim Taylor, i Alexander Payne per Fox Searchlight) - Extremely Loud and Incredibly Close (Scott Rudin per Warner Bros. i Scott Rudin Production) - The Help (Brunson Green, Chris Columbus i Michael Barnathan per DreamWorks, Touchstone, Participant Media i Imageation Abu Dahbi) - Hugo (Graham King i Martin Scorsese per Paramount Pictures, GK Films i Infinitum Nihil) - Midnight in Paris (Letty Aronson i Stephen Tenenbaum per Sony Pictures Classics, Gravier, Mediapro, Pontchartrain i Versatil) - Moneyball (Michael De Luca, Rachael Horovitz, i Brad Pitt per Columbia Pictures, Scott Rudin Productions i Michael De Luca Productions) - L'arbre de la vida (Dede Gardner, Sarah Green, Grant Hill, i Bill Pohlad per Fox Searchlight i River Road Entertainmen) - War Horse (Steven Spielberg i Kathleen Kennedy per DreamWorks, Touchstone, Amblin Entertainment, Kennedy/Marshall Company) | - Michel Hazanavicius per The Artist - Woody Allen per Midnight in Paris - Terrence Malick per L'arbre de la vida - Alexander Payne per The Descendants - Martin Scorsese per Hugo |
| Millor actor | Millor actriu |
| - Jean Dujardin per The Artist com a George Valentin - Demián Bichir per A Better Life com a Carlos Galindo - George Clooney per The Descendants com a Matt King - Gary Oldman per El talp com a George Smiley - Brad Pitt per Moneyball com a Billy Beane | - Meryl Streep per La dama de ferro com a Margaret Thatcher - Glenn Close per Albert Nobbs com a Albert Nobbs - Viola Davis per The Help com a Aibileen Clark - Rooney Mara per Millennium: Els homes que no estimaven les dones com a Lisbeth Salander - Michelle Williams per La meva setmana amb Marilyn com a Marilyn Monroe |
| Millor actor secundari | Millor actriu secundària |
| - Christopher Plummer per Beginners com a Hal Fields - Kenneth Branagh per La meva setmana amb Marilyn com a Laurence Olivier - Jonah Hill per Moneyball com a Peter Brand - Nick Nolte per Warrior com a Paddy Conlon - Max von Sydow per Extremely Loud and Incredibly Close com a The Renter | - Octavia Spencer per The Help com a Minny Jackson - Bérénice Bejo per The Artist com a Peppy Miller - Jessica Chastain per The Help com a Celia Foote - Melissa McCarthy per Bridesmaids com a Megan Price - Janet McTeer per Albert Nobbs com a Hubert Page |
| Millor guió original | Millor guió adaptat |
| - Woody Allen per Midnight in Paris - Michel Hazanavicius per The Artist - Kristen Wiig i Annie Mumolo per Bridesmaids - J. C. Chandor per Margin Call - Asghar Farhadi per Nader i Simin, una separació | - Alexander Payne, Nat Faxon i Jim Rash per The Descendants (sobre hist. de Kaui Hart Hemmings) - John Logan per Hugo (sobre hist. de Brian Selznick) - George Clooney, Grant Heslov i Beau Willimon per The Ides of March (sobre hist. de Beau Willimon) - Steven Zaillian i Aaron Sorkin per Moneyball (sobre hist. de Stan Chervin i hist. de Michael Lewis) - Bridget O'Connor i Peter Straughan per El talp (sobre hist. de John le Carré) |
| Millor pel·lícula de parla no anglesa | Millor pel·lícula d'animació |
| - Nader i Simin, una separació d'Asghar Farhadi (Iran) - Bullhead de Michaël R. Roskam (Bèlgica) - Footnote de Joseph Cedar (Israel) - W ciemności d'Agnieszka Holland (Polònia) - Monsieur Lazhar de Philippe Falardeau (Canadà) | - Rango de Gore Verbinski - Une vie de chat d'Alain Gagnol i Jean-Loup Felicioli - Chico i Rita de Fernando Trueba i Javier Mariscal - Kung Fu Panda 2 de Jennifer Yuh Nelson - El gat amb botes de Chris Miller |
| Millor banda sonora | Millor cançó original |
| - Ludovic Bource perThe Artist - John Williams per Les aventures de Tintín: El secret de l'Unicorn - Howard Shore per Hugo - Alberto Iglesias per El talp - John Williams per War Horse | - Bret McKenzie (música i lletra) per The Muppets ("Man or Muppet") - Sérgio Mendes i Carlinhos Brown (música); Siedah Garrett (lletra) per Rio ("Real in Rio") |
| Millor fotografia | Millor maquillatge |
| - Robert Richardson per Hugo - Guillaume Schiffman per The Artist - Jeff Cronenweth per Millennium: Els homes que no estimaven les dones - Emmanuel Lubezki per L'arbre de la vida - Janusz Kamiński per War Horse | - Mark Coulier i J. Roy Helland per La dama de ferro - Martial Corneville, Lynn Johnson, i Matthew W. Mungle per Albert Nobbs - Nick Dudman, Amanda Knight, i Lisa Tomblin per Harry Potter i les relíquies de la Mort - Part 2 |
| Millor direcció artística | Millor vestuari |
| - Dante Ferretti; Francesca Lo Schiavo Hugo - Laurence Bennett; Robert Gould per The Artist - Stuart Craig; Stephanie McMillan per Harry Potter i les relíquies de la Mort - Part 2 - Anne Seibel; Hélène Dubreuil per Midnight in Paris - Rick Carter; Lee Sandales per War Horse | - Mark Bridges per The Artist - Lisy Christl per Anonymous - Sandy Powell per Hugo - Michael O'Connor per Jane Eyre - Arianne Phillips per W.E. |
| Millor muntatge | Millor so |
| - Angus Wall i Kirk Baxter per Millennium: Els homes que no estimaven les dones - Anne-Sophie Bion i Michel Hazanavicius per The Artist - Kevin Tent per The Descendants - Thelma Schoonmaker per Hugo - Christopher Tellefsen per Moneyball | - Tom Fleischman i John Midgley per Hugo - David Parker, Michael Semanick, Ren Klyce, i Bo Persson per Millennium: Els homes que no estimaven les dones - Deb Adair, Ron Bochar, David Giammarco, i Ed Novick per Moneyball - Greg P. Russell, Gary Summers, Jeffrey J. Haboush, i Peter J. Devlin per Transformers: Dark of the Moon - Gary Rydstrom, Andy Nelson, Tom Johnson, i Stuart Wilson per War Horse                                  |
| Millors efectes visuals | Millor edició de so |
| - Rob Legato, Joss Williams, Ben Grossmann, i Alex Henning per Hugo - Tim Burke, David Vickery, Greg Butler i John Richardson per Harry Potter i les relíquies de la Mort - Part 2 - Real Steel – Erik Nash, John Rosengrant, Danny Gordon Taylor i Swen Gillberg - Joe Letteri, Dan Lemmon, R. Christopher White i Daniel Barrett per Rise of the Planet of the Apes - Scott Farrar, Scott Benza, Matthew E. Butler, i John Frazier per Transformers: Dark of the Moon | - Philip Stockton i Eugene Gearty per Hugo - Lon Bender i Victor Ray Ennis per Drive - Ren Klyce per Millennium: Els homes que no estimaven les dones - Ethan Van der Ryn i Erik Aadahl per Transformers: Dark of the Moon - Richard Hymns i Gary Rydstrom per War Horse |
| Millor documental | Millor curt documental |
| Undefeated de TJ Martin, Dan Lindsay i Richard Middlemas - Hell and Back Again de Danfung Dennis i Mike Lerner - If a Tree Falls: A Story of the Earth Liberation Front de Marshall Curry i Sam Cullman - Paradise Lost 3: Purgatory de Joe Berlinger i Bruce Sinofsky - Pina de Wim Wenders i Gian-Piero Ringel | Saving Face de Sharmeen Obaid-Chinoy i Daniel Junge - The Barber of Birmingham: Foot Soldier of the Civil Rights Movement de Robin Fryday i Gail Dolgin - God Is the Bigger Elvis de Rebecca Cammisa i Julie Anderson - Incident in New Baghdad de James Spione - The Tsunami and the Cherry Blossom de Lucy Walker i Kira Carstensen |
| Millor curt | Millor curt d'animació |
| The Shore de Terry George i Oorlagh George - Pentecost de Peter McDonald i Eimear O'Kane - Raju de Max Zähle i Stefan Gieren - Time Freak de Andrew Bowler i Gigi Causey - Tuba Atlantic de Hallvar Witzø | The Fantastic Flying Books of Mr. Morris Lessmore de William Joyce i Brandon Oldenburg - Dimanche de Patrick Doyon - La Luna de Enrico Casarosa - A Morning Stroll de Grant Orchard i Sue Goffe - Wild Life de Wendy Tilby i Amanda Forbis |

## Oscar honorífic

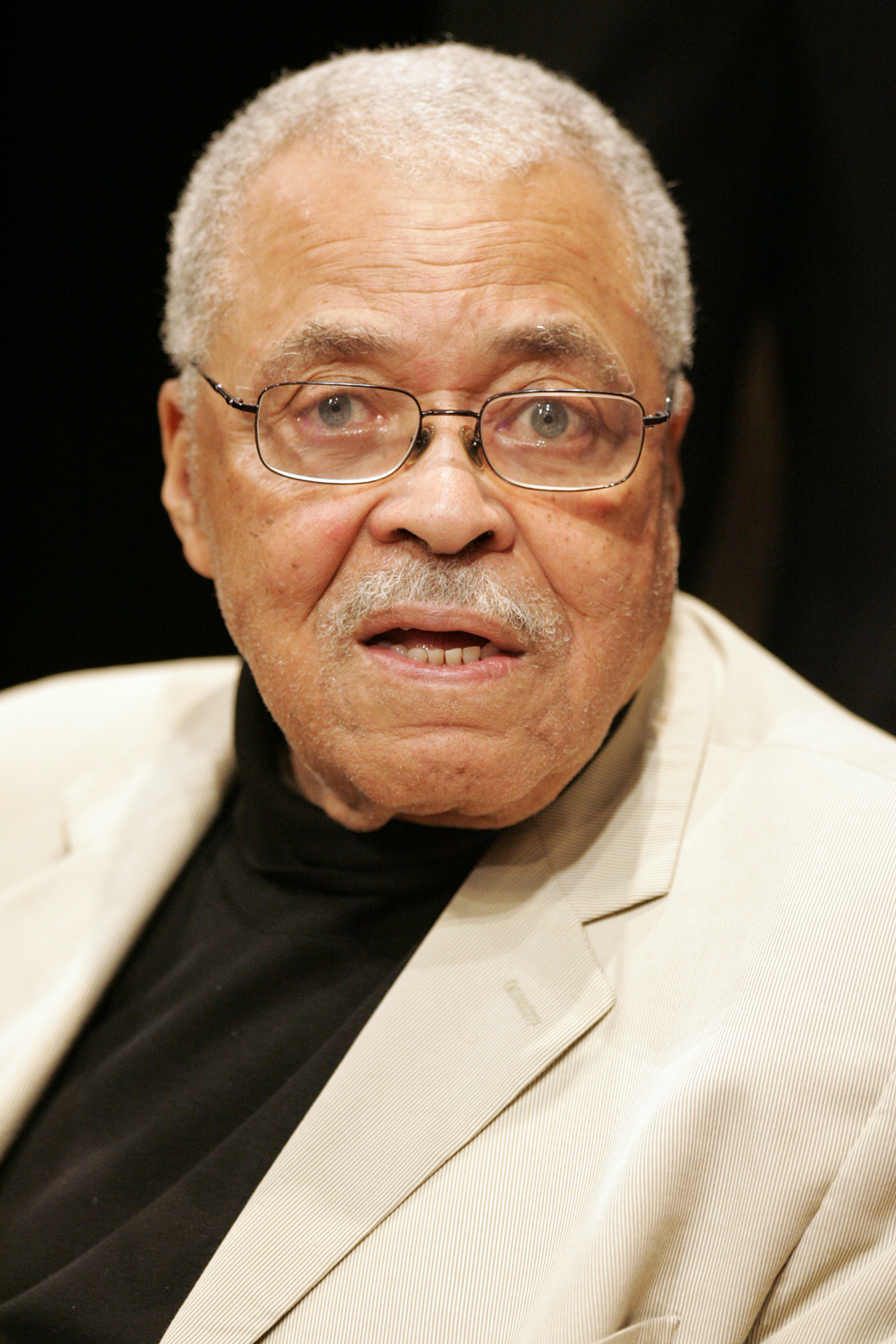
L'actor James Earl Jones el 2013.

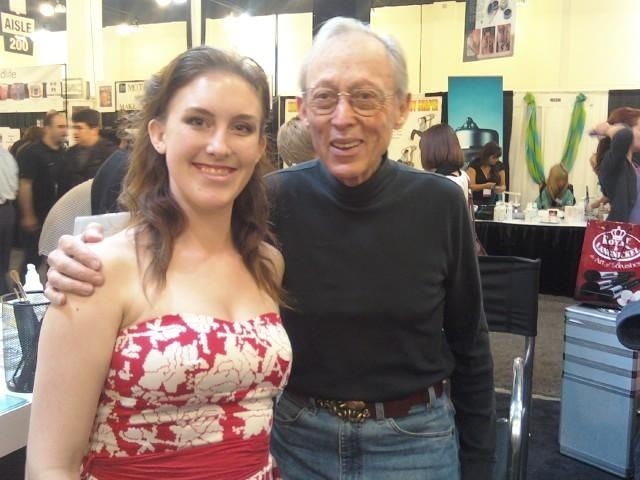
El maquillador Dick Smith i una estudiant el 2009.

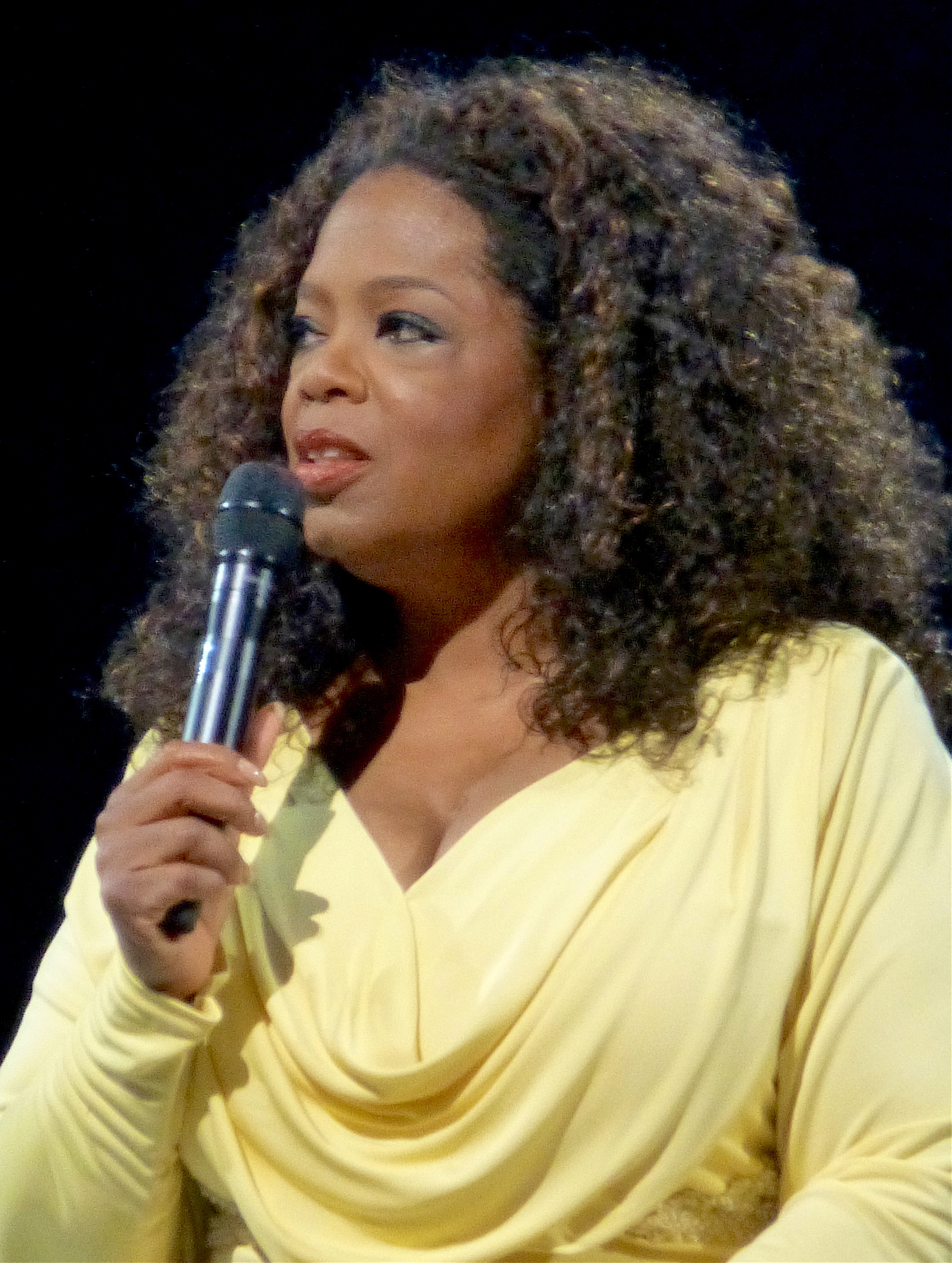
L'actriu i productora Oprah Winfrey el 2014.

- James Earl Jones — pel seu llegat d'excel·lència consistent i una versatilitat poc freqüent. [estatueta]
- Dick Smith — pel seu incomparable domini de la textura, l'ombra, la forma i la il·lusió. [estatueta]

## Premi humanitari Jean Hersholt
- Oprah Winfrey

## Premi Gordon E. Sawyer
- Douglas Trumbull

## Presentadors
| Nom                                                                                           |                                                                                              |
| --------------------------------------------------------------------------------------------- | -------------------------------------------------------------------------------------------- |
| Melissa Disney i Tom Kane                                                                     | Presentadors dels premis                                                                     |
| Morgan Freeman                                                                                | Presentador del muntatge inicial                                                             |
| Tom Hanks                                                                                     | Millor fotografia i millor direcció artística                                                |
| Cameron Diaz i Jennifer Lopez                                                                 | Millor vestuari i millor maquillatge                                                         |
| Sandra Bullock                                                                                | Millor pel·lícula de parla no anglesa                                                        |
| Christian Bale                                                                                | Millor actriu secundària                                                                     |
| Bradley Cooper i Tina Fey                                                                     | Millor muntatge, millors efectes de so i millor so                                           |
| Kermit the Frog i Miss Piggy                                                                  | Introductors a la interpretació del Cirque du Soleil                                         |
| Robert Downey Jr. i Gwyneth Paltrow                                                           | Millor documental                                                                            |
| Chris Rock                                                                                    | Millor pel·lícula d'animació                                                                 |
| Ben Stiller i Emma Stone                                                                      | Millors efectes visuals                                                                      |
| Melissa Leo                                                                                   | Millor actor secundari                                                                       |
| Tom Sherak (president de l'AMPAS)                                                             | Salutació i agraïment al conductor Billy Crystal i els productors Brian Grazer i Don Mischer |
| Penélope Cruz i Owen Wilson                                                                   | Millor banda sonora original                                                                 |
| Will Ferrell and Zach Galifianakis                                                            | Millor cançó                                                                                 |
| Angelina Jolie                                                                                | Millor guió adaptat i millor guió original                                                   |
| Milla Jovovich                                                                                | Premis Científics i Tècnics i Premi Gordon E. Sawyer Award                                   |
| Rose Byrne, Ellie Kemper, Melissa McCarthy, Wendi McLendon-Covey, Maya Rudolph i Kristen Wiig | Millor curtmetratge, millor curtmetratge documental i millor curtmetratge d'animació         |
| Michael Douglas                                                                               | Millor director                                                                              |
| Meryl Streep                                                                                  | Presentació del segment amb els Premis Honorífics i el Premi Humanitari Jean Hersholt        |
| Billy Crystal                                                                                 | Presentació del segment "In Memoriam"                                                        |
| Natalie Portman                                                                               | Millor actor                                                                                 |
| Colin Firth                                                                                   | Millor actriu                                                                                |
| Tom Cruise                                                                                    | Millor pel·lícula                                                                            |

### Actuacions
| Nom | Paper                           | Peça                                                |
| --- | ------------------------------- | --------------------------------------------------- |
| Peter Asher, Ann Marie Calhoun, Sheila E.], [Junkie XL, Giorgio Moroder, A. R. Rahman, Esperanza Spalding, Martin Tillman, Pharrell Williams, Stephane Wrembel, Hans Zimmer | Arranjadora musicala Conductora | Orquestra                                           |
| Billy Crystal | Intèrpret                       | Número inicial                                      |
| Cirque du Soleil | Intèrpret                       | Interpretació especial                              |
| Esperanza Spalding i Southern California Children's Chorus | Intèrprets                      | "What a Wonderful World" en el tribut "In Memoriam" |

## Múltiples nominacions i premis
| Pel·lícula                                       | Candidatures | Premis |
| ------------------------------------------------ | ------------ | ------ |
| The Artist                                       | 10           | 5      |
| Hugo                                             | 11           | 5      |
| La dama de ferro                                 | 2            | 2      |
| Millennium: Els homes que no estimaven les dones | 5            | 1      |
| The Descendants                                  | 5            | 1      |
| The Help                                         | 4            | 1      |
| Midnight in Paris                                | 4            | 1      |
| Jodaeiye Nader az Simin                          | 2            | 1      |
| Beginners                                        | 1            | 1      |
| Rango                                            | 1            | 1      |
| The Muppets                                      | 1            | 1      |
| Moneyball                                        | 6            | 0      |
| War Horse                                        | 6            | 0      |
| Harry Potter i les relíquies de la Mort - Part 2 | 3            | 0      |
| El talp                                          | 3            | 0      |
| Albert Nobbs                                     | 3            | 0      |
| L'arbre de la vida                               | 3            | 0      |
| Transformers: Dark of the Moon                   | 3            | 0      |
| Extremely Loud and Incredibly Close              | 2            | 0      |